# Diores radulifer
Diores radulifer är en spindelart som beskrevs av Simon 1910. Diores radulifer ingår i släktet Diores och familjen Zodariidae. Inga underarter finns listade i Catalogue of Life.